# The House of Lies
The House of Lies è un film muto del 1916 diretto da William Desmond Taylor.

## Trama
Rendendosi conto che il denaro ereditato dal marito sta diminuendo in maniera preoccupante, la signora Coleman progetta di trovare dei mariti ricchi per sua figlia Dorothy e la figliastra Edna. Quest'ultima, però, si rifiuta di barattare la propria bellezza per i soldi e si autoinfligge delle ferite con l'acido.
La famiglia, allora, mette in disparte Edna. Dorothy, invece, insieme alla madre, tenta di farsi sposare da un poeta, il ricco Marcus Auriel. Edna, innamorata da sempre delle opere di Marcus, si fa assumere da lui come segretaria, svelandogli i piani della matrigna. Marcus, nonostante le cicatrici sul volto di Edna, le chiede di sposarlo. La ragazza acconsente e poi svela che le cicatrici sono false, com'era falso l'acido. E quello che la deturpava era semplicemente cerone.

## Produzione
Il film fu prodotto dall'Oliver Morosco Photoplay Company.

## Distribuzione
Distribuito dalla Paramount Pictures, il film uscì nelle sale cinematografiche USA il 14 settembre 1916.